# Furayjid
Furayjid är en ö i Förenade Arabemiraten.   Den ligger i emiratet Abu Dhabi, i den västra delen av landet, 270 kilometer väster om huvudstaden Abu Dhabi.
Terrängen på Furayjid är varierad. Öns högsta punkt är 6 meter över havet.